# Islas Hébridas Exteriores
Las islas Hébridas Exteriores o Hébridas Occidentales (en inglés, Outer Hebrides; en gaélico: Eilean Siar) son un grupo de islas pertenecientes a Escocia (Reino Unido). Forman parte del gran grupo de las Hébridas y están separadas de las tierras altas escocesas (Highlands) por el estrecho de Minch y el Pequeño Estrecho de Minch. Las principales islas forman un archipiélago, que con sus islas más pequeñas circundantes se conocen líricamente como isla Larga. Las islas mayores son Lewis y Harris, North Uist, South Uist, Benbecula y Barra. Es también uno de los concejos de Escocia.
Varias comunidades de estas islas emplean el idioma gaélico escocés, de hecho es uno de los lugares de todo el Reino Unido donde más personas lo hablan.
El nombre que el Parlamento del Reino Unido tiene para este distrito electoral es "Na h-Eileanan an Iar", mientras que el Parlamento escocés tiene para este el nombre oficial de Islas Occidentales (Western Isles) aunque generalmente se escribe como Eilean Siar. Las islas fueron conocidas como Suðreyjar (Islas del Sur) durante el dominio noruego, que duró cerca de doscientos años, hasta que la soberanía fue trasladada a Escocia por el tratado de Perth, en 1266, después de la batalla de Largs tres años antes. También se incluye dentro de estas islas el peñón de Rockall.

## Las Hébridas bajo control noruego
Desde el siglo IX los vikingos se apoderaron de las Hébridas Exteriores. El control noruego fue formalizado en 1098 cuando Edgardo de Escocia firmó oficialmente que las islas pasarían a manos del rey  Magnus III de Noruega. La aceptación de los escoceses de que Magnus III gobernara las islas se produjo cuando este último conquistó las islas Orcadas, las Hébridas y la isla de Man.
En un casi constante estado de guerra pasarían las Hébridas Interiores y Exteriores durante el control noruego, hasta que como última instancia, en 1156, se dividieron las Islas Occidentales. Las Hébridas Exteriores pasarían a manos del Reino de Mann y las Islas. Aunque las Hébridas Interiores a partir de 1156 pasaron a formar el Reino de las Hébridas, nominalmente estaban bajo control noruego, los caudillos y líderes eran escoceses lingüística y culturalmente.
Después de la victoria de Somerled, dos años después se adjudicaría el control de la Isla de Man para sí y sería el último «rey de la Isla de Man y las Islas» en gobernar. Somerled murió en 1164 y desde ahí en adelante el gobierno de Mann estaría solamente vinculado con las Hébridas Exteriores, no así con las Interiores.
Como resultado del tratado de Perth, en 1266, las Hébridas Exteriores, junto con la isla de Man, fueron entregados al reino de Escocia.

## Islas de las Hébridas Exteriores
La tabla se ha ordenado en orden geográfico, de norte a sur.
| º    |           |                       |                              |                            |           |           |                     |             |
| ---- | --------- | --------------------- | ---------------------------- | -------------------------- | --------- | --------- | ------------------- | ----------- |
| Área | Población | Isla                  | Nombre en gaélico            | Grupo                      | Área (ha) | Población | Punto más elevado   | Altitud (m) |
| 01   | 01        | Lewis y Harris        | Leòdhas agus na Hearadh      | Lewis y Harris             | 217 898   | 19 918    | Clisham             | 799         |
| —    | des.      | Eilean Chaluim Chille | Eilean Chaluim Chille        | Lewis (Loch Erisort)       | 85        | 0         | Creag Mhor          | 43          |
| 35   | des.      | Eilean Liubhaird      | Eilean Liubhaird             | Lewis (Loch Sealg)         | 125       | 0         |                     | 76          |
| 20   | des.      | Isla Seaforth         | Eilean Shìophoirt            | Lewis (Loch Seaforth)      | 273       | 0         |                     | 217         |
| —    | des.      | Sgeotasaigh           | Sgeotasaigh                  | Harris (East Loch Tarbert) | 49        | 0         |                     | 57          |
| 15   | 06        | Scalpay               | Sgalpaigh na Hearadh         | Harris                     | 653       | 322       | Beinn Scorabhaig    | 104         |
| —    | des.      | Eilean Mhuire         | Eilean Mhuire                | Islas Shiant               | c. 25     | 0         |                     | 90          |
| 32   | des.      | Garbh Eilean          | Garbh Eilean                 | Islas Shiant               | 143       | 0         | Mullach Buidhe      | 160         |
| —    | des.      | Isla Stockinish       | Eilean Stocainis             | Harris                     | 49        | 0         |                     | 44          |
| 34   | des.      | Little Bernera        | Beàrnaraigh Beag             | Lewis (Loch Ròg)           | 138       | 0         | Tordal              | 41          |
| 06   | 07        | Great Bernera         | Beàrnaraigh Mòr              | Lewis (Loch Ròg)           | 2122      | 233       |                     | 87          |
| 38   | des.      | Pabaigh Mòr           | Pabaigh Mòr                  | Lewis (Loch Ròg)           | 101       | 0         | Beinn Mhòr          | 68          |
| —    | des.      | Vacsay                | Bhacasaigh                   | Lewis (Loch Ròg)           | 41        | 0         |                     | 34          |
| —    | des.      | Fuaigh Mòr            | Fuaigh Mòr                   | Lewis (Loch Ròg)           | 84        | 0         | Mullach na Beinne   | 67          |
| -    | des.      | Fuaigh Beag           | Fuaigh Beag                  | Lewis (Loch Ròg)           | c.30      | 0         |                     | 48          |
| —    | des.      | Flannan               | Na h-Eileanan Flannach       | Lewis y Harris             | c.30      | 0         |                     | 48          |
| —    | des.      | Flodaigh              | Flodaigh                     | Lewis (Loch Ròg)           | c.30      | 0         |                     | 48          |
| —    | des.      | Ceabhaigh             | Ceabhaigh                    | Lewis (Loch Ròg)           | c.25      | 0         |                     | 20          |
| —    | des.      | Eilean Chearstaidh    | Eilean Chearstaigh           | Lewis (Loch Ròg)           | 77        | 0         |                     | 37          |
| 36   | des.      | Mealasta              | Eilean Mhealasta             | Lewis (Park)               | 124       | 0         | Cnoc Àrd            | 77          |
| 08   | des.      | Scarp                 | An Sgarp                     | Harris                     | 1045      | 0         | Sròn Romul          | 308         |
| 07   | des.      | Taransay              | Tarasaigh                    | Harris                     | 1475      | 0         | Ben Raah            | 267         |
| —    | des.      | Soay Mor              | Sòdhaigh Mòr                 | Harris                     | 45        | 0         |                     | 37          |
| 28   | des.      | Ensay                 | Easaigh                      | Sound de Harris            | 186       | 0         |                     | 49          |
| 29   | des.      | Killegray             | Ceileagraigh                 | Sound de Harris            | 176       | 0         |                     | 45          |
| 13   | des.      | Pabbay                | Pabaigh                      | Sound de Harris            | 820       | 0         | Beinn a' Chàrnain   | 196         |
| 09   | 09        | Berneray              | Beàrnaraigh                  | Uists y Benbecula          | 1010      | 136       | Beinn Shleibhe      | 93          |
| 03   | 03        | North Uist            | Uibhist a Tuath              | Uists y Benbecula          | 30 305    | 1271      | Eaval               | 347         |
| 27   | des.      | Boreray               | Boraraigh                    | North Uist                 | 198       | 0         | Mullach Mòr         | 56          |
| —    | des.      | Stromay               | Stròmaigh                    | Sound de Harris            | 66        | 0         |                     | 16          |
| —    | des.      | Tahay                 | Taghaigh                     | Sound de Harris            | 53        | 0         |                     | 65          |
| —    | des.      | Hermetray             | Theàrnatraigh                | Sound de Harris            | 72        | 0         | Compass Knoll       | 35          |
| —    | des.      | Flodaigh Mòr          | Flodaigh Mòr                 | North Uist                 | 58        | 0         |                     | 28          |
| 17   | des.      | Ronay                 | Rònaigh                      | North Uist                 | 563       | 0         | Beinn á Charnain    | 115         |
| 12   | 08        | Grimsay               | Griomasaigh                  | Uists y Benbecula          | 833       | 201       |                     | 22          |
| —    | des.      | Fraoch-eilean         | Fraoch-eilean                | Uists y Benbecula          | 55        | 0         | Cnoc Mor            | 11          |
| 24   | des.      | Kirkibost             | Eilean Chirceboist           | North Uist                 | 205       | 0         |                     | 10          |
| 26   | des.      | Ceann Ear             | An Ceann Ear                 | Islas Monach               | 203       | 0         |                     | 17          |
| 30   | des.      | Ceann Iar             | An Ceann Iar                 | Islas Monach               | 154       | 0         | Cnoc Bharr          | 19          |
| —    | des.      | Sibhinis              | Sibhinis                     | Islas Monach               | 28        | 0         |                     | 15          |
| 04   | 04        | Benbecula             | Beinn nam Fadhla             | Uists y Benbecula          | 8203      | 1219      | Ruaval              | 124         |
| 19   | des.      | Wiay                  | Fuidheigh                    | Benbecula                  | 375       | 0         | Beinn a' Tuath      | 102         |
| 37   | 13        | Grimsay               | Griomasaigh                  | Uists y Benbecula          | 117       | 19        |                     | 20          |
| 02   | 02        | South Uist            | Uibhist a Deas               | Uists y Benbecula          | 32 026    | 1818      | Beinn Mhòr          | 620         |
| —    | des.      | Stuley                | Stulaigh                     | South Uist                 | 45        | 0         |                     | 40          |
| —    | des.      | Ceallasaigh Beag      | Ceallasaigh Beag             | North Uist (Loch Maddy)    | 46        | 0         |                     | 10          |
| —    | des.      | Ceallasaigh Mòr       | Ceallasaigh Mòr              | North Uist (Loch Maddy)    | 55        | 0         |                     | 10          |
| —    | des.      | Oronsay               | Orasaigh                     | North Uist                 | 85        | 0         |                     | 25          |
| —    | des.      | Shillay               | Siolaigh                     | North Uist                 | 47        | 0         |                     | 79          |
| 21   | des.      | Vallay                | Bhàlaigh                     | North Uist                 | 260       | 0         | Ceann Uachdarach    | 38          |
| 11   | 12        | Baleshare             | Am Baile Sear                | Uists y Benbecula          | 910       | 49        |                     | 12          |
| —    | des.      | Eileanan Iasgaich     | Eileanan Iasgaich            | South Uist                 | 50        | 0         |                     | 20          |
| 14   | 10        | Eriskay               | Èirisgeigh                   | Uists y Benbecula          | 703       | 133       | Ben Scrien          | 185         |
| —    | des.      | Fiaraidh              | Fiaraigh                     | Sound de Barra             | 41        | 0         |                     | 30          |
| 23   | des.      | Fuday                 | Fuideigh                     | Sound de Barra             | 232       | 0         | Mullach Neacail     | 89          |
| —    | des.      | Orosay                | Orasaigh                     | Sound de Barra             | c.30      | 0         |                     | 38          |
| 33   | des.      | Hellisay              | Theiliseigh                  | Sound de Barra             | 142       | 0         | Beinn a' Chàrnain   | 72          |
| —    | des.      | Flodday               | Flodaigh                     | Sound de Barra             | 40        | 0         |                     | 41          |
| —    | des.      | Fuiay                 | Fuidheigh                    | Sound de Barra             | 84        | 0         |                     | 107         |
| 05   | 05        | Barra                 | Barraigh                     | Barra                      | 5875      | 1078      | Heaval              | 383         |
| —    | des.      | Gighay                | Gioghaigh                    | Sound de Barra             | 96        | 0         | Mullach a' Chàrnain | 95          |
| 10   | 11        | Vatersay              | Bhatarsaigh                  | Barra                      | 960       | 94        | Theiseabhal Mòr     | 190         |
| —    | des.      | Muldoanich            | Maol Dòmhnaich               | Islas Barra                | 78        | 0         | Maol Dòmhnaich      | 153         |
| 18   | des.      | Sandray               | Sanndraigh                   | Islas Barra                | 385       | 0         | Carn Ghaltair       | 207         |
| —    | des.      | Flodday               | Flodaigh                     | Islas Barra                | 35        | 0         |                     | 43          |
| —    | des.      | Lingeigh              | Lingeigh                     | Islas Barra                | 27        | 0         |                     | 83          |
| 22   | des.      | Pabbay                | Pabaigh                      | Islas Barra                | 250       | 0         | An Tobha            | 171         |
| 16   | des.      | Mingulay              | Miùghalaigh                  | Islas Barra                | 640       | 0         | Càrnan              | 273         |
| 25   | des.      | Barra Head o Berneray | Beàrnaraigh Cheann Bharraigh | Islas Barra                | 204       | 0         | Sotan               | 193         |
| 31   | 14        | Flodaigh              | Flodaigh                     | Uists y Benbecula          | 145       | 11        |                     | 20          |
| 25   | des.      | Isla Boreray          | San Kilda                    | San Kilda                  | 204       | 0         | Sotan               | 193         |

## Localidades con población (año 2016)
- Balivanich 530
- Newmarket 1,630
- Sandwick 740
- Stornoway 5,070[45]